# Anne Marie von Ziegler
Anne Marie von Ziegler, née en 1545 à Pillnitz et morte le 7 février 1575 à Wolfenbüttel, est une alchimiste allemande condamnée pour escroquerie.

## Biographie
Anne Marie von Ziegler est la fille de Caspar von Ziegler et de sa femme Clara von Schomburg. Sa famille appartient à la noblesse de Saxe, la famille von Ziegler, sise à Pillnitz où elle passe son enfance dans l'ancien château de Dresde. Âgée de 14 ans, elle est enceinte d'un junker et noie l'enfant peu après sa naissance, ce qui lui vaut de devoir quitter la Cour. Sa famille arrange pour elle un mariage qui dure peu de temps, son époux mourant brutalement d'une chute de cheval. Accompagnée de quelques serviteurs, elle part pour Gotha rejoindre son frère Hans von Ziegler. C'est là qu'elle est mariée, contre sa volonté, avec Heinrich Schombach, serviteur atteint de strabisme et bouffon du duc Jean-Frédéric II de Saxe.
Tandis que son mari aime à se livrer à l'espionnage, Anne Marie von Ziegler se tourne vers l'alchimie, à laquelle elle est initiée par un de ses admirateurs. C'est à Gotha que le couple fait la connaissance de Philipp Sömmering, alchimiste qui a conclu un contrat avec le duc Jean-Frédéric pour composer une teinture permettant de changer les métaux en or. Les trois protagonistes profitent des troubles qui éclatent en 1566 et 1567 dans la région et des combats qui s'ensuivent, pour s'enfuir avec l'or avancé par le Duc pour les recherches de l'alchimiste.

## Séjour à Wolfenbüttel
Le trio s'installe dans la ville de Brunswick où il œuvre à gagner la confiance du duc Jules et est finalement accepté à sa cour à Wolfenbüttel. Ils sont censés y fabriquer la teinture changeant les métaux en or, teinture permettant, une fois réduite, d'assurer aussi la jeunesse éternelle. Philippe Sömmering s'est lui-même décerné le nom grec « Thérocycle » et se vante de maîtriser la fabrication de l'or. Pendant quelque temps, le duc Jules se laisse berner par le trio. Sömmering assure en outre essayer de concevoir des mousquets qui ne ratent jamais leur cible. Anne Marie von Ziegler réussit à maintes reprises à persuader le duc par ses charmes et son esprit inventif. En conséquence, celui-ci nomme Sömmering Chambellan et conseiller aux Mines et à la Métallurgie, bien que son entourage essaie de l'en dissuader.
Anne Marie Von Ziegler affirme au duc Jules qu'elle est née trois mois avant terme et qu'elle a survécu grâce à la teinture secrète, ou bien qu'elle est une protégée du duc Carl von Oettingen, un des fils de Paracelse, également détenteur du secret de la teinture et qui en aurait tiré une immense fortune, et qu'elle a l'intention de lui en soutirer la composition. Les trois associés sont également impliqués dans d'autres affaires, comme l'assassinat de serviteurs ou de complices, ou la tentative d'empoisonner la duchesse Edwige qui se méfiait d'eux. Cette tentative échoue, Anne Marie et son époux doivent fuir et partent pour Goslar. Ils ne parviennent cependant pas à se réfugier dans l'Électorat de Saxe, un courrier qu'Anne Marie a expédié à un admirateur ayant été intercepté. À la Pentecôte de l'an 1574, la bande et ses complices sont emprisonnés. Ils avouent sous la torture et sont condamnés à mort. Le 7 février 1575, ils sont exécutés à Wolfenbüttel, soumis au supplice des tenailles et brûlés dans des chaises métalliques incandescentes.
Le couple Schombach résidait à Wolfenbüttel dans l'ancienne pharmacie au sud du pont situé devant le château, maison qui servait de laboratoire à Sömmering. Anne Marie von Ziegler y avait son propre laboratoire où elle préparait des poisons, dont celui qui devait permettre de rendre la duchesse grabataire si on en déposait sur le seuil de sa chambre.